# Benton (Iowa)
Benton és una població dels Estats Units a l'estat d'Iowa. Segons el cens del 2000 tenia 40 habitants.

## Demografia
Segons el cens del 2000, Benton tenia 40 habitants, 19 habitatges, i 14 famílies. La densitat de població era de 23,1 habitants per km².
Dels 19 habitatges en un 10,5% hi vivien nens de menys de 18 anys, en un 68,4% hi vivien parelles casades, en un 0% dones solteres, i en un 26,3% no eren unitats familiars. En el 26,3% dels habitatges hi vivien persones soles el 10,5% de les quals corresponia a persones de 65 anys o més que vivien soles. El nombre mitjà de persones vivint en cada habitatge era de 2,11 i el nombre mitjà de persones que vivien en cada família era de 2,43.
Per edats la població es repartia de la següent manera: un 10% tenia menys de 18 anys, un 7,5% entre 18 i 24, un 22,5% entre 25 i 44, un 32,5% de 45 a 60 i un 27,5% 65 anys o més.
L'edat mediana era de 52 anys. Per cada 100 dones de 18 o més anys hi havia 140 homes.
La renda mediana per habitatge era de 26.250 $ i la renda mediana per família de 29.375 $. Els homes tenien una renda mediana de 16.875 $ mentre que les dones 16.250 $. La renda per capita de la població era de 15.752 $. Cap de les famílies estaven per davall del llindar de pobresa.

## Poblacions més properes
El següent diagrama mostra les poblacions més properes.